# Ill Communication
Ill Communication är Beastie Boys fjärde studioalbum, utgivet den 23 maj 1994.
Albumet innehåller bland annat låten "Sabotage" vars video belönades med flera priser. Låten nådde 18 plats på Billboards lista för Modern Rock. Musikvideon, som regisserades av Spike Jonze, hyllar och parodierar polisserier som Hawaii Five-O, The Streets of San Francisco och Baretta.
Ill Communication fick tre multiplatinumskivor i USA.

## Låtlista
1. "Sure Shot" (Beastie Boys/Caldato/DJ Hurricane) – 3:19
2. "Tough Guy" (AWOL/Beastie Boys) – :57
3. "B-Boys Makin' with the Freak Freak" (Beastie Boys) – 3:36
4. "Bobo on the Corner" (Beastie Boys/Bobo/Money Mark) – 1:13
5. "Root Down" (Beastie Boys) – 3:32
6. "Sabotage" (Beastie Boys) – 2:58
7. "Get It Together ft Q-Tip" (Beastie Boys/Davis) – 4:05
8. "Sabrosa" (Beastie Boys/Bobo/Money Mark) – 3:29
9. "The Update" (Beastie Boys/Caldato/Money Mark) – 3:15
10. "Futterman's Rule" (Beastie Boys/Money Mark) – 3:42
11. "Alright Hear This" (Beastie Boys) – 3:06
12. "Eugene's Lament" (Beastie Boys/Bobo/Gore/Money Mark) – 2:12
13. "Flute Loop" (Beastie Boys/Caldato) – 1:54
14. "Do It" (Beastie Boys/Biz Markie/Caldato/Money Mark) – 3:16
15. "Ricky's Theme" (Beastie Boys/Bobo/Money Mark) – 3:43
16. "Heart Attack Man" (AWOL/Beastie Boys) – 2:14
17. "The Scoop" (Beastie Boys/Caldato) – 3:36
18. "Shambala" (Beastie Boys/Bobo/Money Mark) – 3:40
19. "Bodhisattva Vow" (Beastie Boys/Caldato) – 3:08
20. "Transitions" (Beastie Boys/Money Mark) – 2:31

### Bonuslåtar på japanska utgåvan
1. "Dope Little Song" - 1:51
2. "Resolution Time" - 2:49
3. "Mullet Head" - 2:52
4. "The Vibes" - 3:06